# Milan Weiner
Milan Weiner (29. března 1924 Praha – 25. února 1969 Praha) byl český novinář a publicista, vedoucí redaktor Redakce mezinárodního života Československého rozhlasu během období tzv. Pražského jara.

## Život
Pocházel z česko-židovské rodiny. Pro rasový původ byl v roce 1940 vyloučen z gymnázia. Od roku 1942 do roku 1945 byl postupně vězněn v Terezíně, Osvětimi a Buchenwaldu, kde se seznámil mimo jiné s Arnoštem Lustigem a Milošem Pickem, se kterým v závěru války uprchl v Sudetech z pochodu smrti. Během Šoa přišel o otce (novinář Bedřich Weiner, spáchal sebevraždu, aby se vyhnul transportu), bratra, nejlepšího kamaráda a přítelkyni.
V letech 1950–1951 působil jako dopisovatel České tiskové kanceláře a Rudého práva v Pekingu, kde vydal několik publikací. Během svého působení v Číně vyvolal pozdvižení, když k besedě na Československé ambasádě pozval Mao Ce-tunga.
V době procesu se Slánským byl stejně jako Slánského bratr Richard (toho času velvyslanec v Číně) v rámci panující protižidovské vlny v roce 1952 odvolán zpět do Prahy a propuštěn. V letech 1952–57 se léčil s tuberkulózou. Do své rehabilitace v roce 1963 působí jako tiskový referent na Československo-sovětském institutu a posléze na Ministerstvu výkupu.
V letech 1963–1969 (včetně období tzv. pražského jara) působil v československém rozhlasu jako vedoucí redaktor Redakce mezinárodního života. Mezi jeho kolegy patřili Věra Šťovíčková, Jiří Dienstbier, Karel Kyncl, Luboš Dobrovský, Jaroslav Jírů, Čestmír Suchý, Karel Jezdinský, Jan Petránek či Ondřej Neff.
Weiner během svého působení prosadil řadu změn. Mezi ty nejvýznamnější patří zavedení přímého odběru zpráv ze zahraničních zdrojů (AFP, Reuters, lokální periodika) namísto dosavadní praxe, kdy rozhlas tyto zprávy dostával až v cenzurované podobě od ČTK. Dále také do redakční praxe zaváděl různé organizační změny vedoucí k rozkladu do té doby panující cenzurní praxe; 

„Nudné večerní zprávy nahradil Weiner komentovanou „dvaadvacítkou“, kterou jsme přednášeli „na vlastní ústa“. I tento text, jako tehdy všechno, podléhal schválení cenzora. Jenže pod dohledem Milana Weinera, v tomto ohledu naprosto velkorysého, jsme text posílali cenzorovi v podzemí rozhlasu těsně před odchodem do studia a jeho případné připomínky přišly vždy pozdě. Za to nás Milan poslouchal doma, měl puštěné ještě tři další stanice a dával pozor, zda jsme lepší než oni, zda jsme na nic nezapomněli.“
Další z inovací, kterou Weiner v rozhlase zavedl na počátku roku 1968, byl pořad Písničky s telefonem;
„Redaktoři v něm volali politikům, konzervativním i progresivním a zpovídali je. Dnes je to úplně běžné, ale tehdy to byla hotová revoluce. Zažil jsem něco, co už určitě neuvidím: nastoupil jsem druhý den ráno do tramvaje a celý vagón si o tom vyprávěl.
Od jara 1968 se léčil s nádorovým onemocněním mozku, na jehož následky v únoru 1969 zemřel. Podle dokumentů, které během svého působení v KGB shromáždil a v roce 1992 zveřejnil Vasilij Nikitič Mitrochin, byl Weiner v závěru života touto zpravodajskou službou v rámci operace s krycím názvem Progres sledován.“

## Album G.T.
V roce 2021 vešlo ve známost, že ve Weinerově pozůstalosti bylo nalezeno album 41 fotografií z Ghetta Terezín (G.T.). Jedná se o unikátní materiál, protože vzhledem k zákazu fotografování vězni pocházely všechny fotografie života v ghettu z oficiální propagandy.
Ve spolupráci Památníku ticha, pražského Židovského muzea, Památníku Terezín, Paměti národa a dalších paměťových institucí bylo spuštěno pátrání usilující o ztotožnění osob zachycených na fotografiích v albu. K počátku roku 2022 byla identifikována grafička Lucie Weisbergerová, dohady panovaly ohledně identifikace výtvarníka, básníka a dramatika Petra Kiena. V rámci studentského projektu byl dále identifikován chirurg Jan Levit.

## Odkaz
Ve filmu Vlny (2024) režiséra Jiřího Mádla postavu Weinera ztvárnil Stanislav Majer.

## Dílo
- Československo uctívá památku Jiřího Dimitrova, 1949
- Lidová Čína, 1950
- Vítězství čínského rolníka, 1951
- Čína procitla: zápisky z cest po nové Číně, 1951